# Bosco di Cavalier
Bosco di Cavalier este o arie protejată (arie specială de conservare — SAC, sit de importanță comunitară — SCI, arie de protecție specială avifaunistică — SPA) din Italia întinsă pe o suprafață de 9,43 ha, integral pe uscat.

## Localizare
Centrul sitului Bosco di Cavalier este situat la coordonatele 45°45′53″N 12°33′07″E / 45.764722°N 12.551944°E.

## Înființare
Situl Bosco di Cavalier a fost declarat sit de importanță comunitară în septembrie 1995 pentru a proteja 7 specii de animale. Alte tipuri de protecție:
- arie de protecție specială avifaunistică (în august 2003)
- arie specială de conservare (în iulie 2018)[1][2][3]

## Biodiversitate
Situată în ecoregiunea continentală, aria protejată conține 1 habitat natural: Păduri ilirice de stejar și carpen (Erythronio-Carpinion).
La baza desemnării sitului se află mai multe specii protejate:
- păsări (3): uliu păsărar (Accipiter nisus), porumbel gulerat (Columba palumbus), ciocănitoarea verde (Picus viridis)
- amfibieni (3): izvoraș-cu-burta-galbenă (Bombina variegata), Rana latastei, Triturus carnifex
- nevertebrate (1): rădașcă (Lucanus cervus)

Pe lângă speciile protejate, pe teritoriul sitului au mai fost identificate 2 specii de plante, 3 specii de mamifere.